# Jan Ondříček
Jan Ondříček (* 6. Mai 1832 in Běleč na Křivoklátsku; † 13. März 1900 in Prag) war ein tschechischer Kapellmeister, Geiger und Musikpädagoge.
Ondříček hatte Violinunterricht bei seinem Vater Ignác Ondříček und vervollkommnete seine Ausbildung bei Moritz Mildner. Im privaten Orchester von Karl Komzák spielte er gemeinsam mit Antonín Dvořák der ihn bei der Vorbereitung auf den Besuch der Prager Orgelschule unterstützte. Er wirkte dann als Klavierstimmer, Klavier- und Violinlehrer. Von 1855 bis 1891 leitete er eine eigene kleine Kapelle, die häufig in Sextettbesetzung auftrat, in größerer Besetzung 1871 von Pavel Švanda ze Semčic für Auftritte in verschiedenen tschechischen Städten engagiert wurde. In seinen letzten Lebensjahren konzentrierte sich Ondříček auf seine Tätigkeit als Musikpädagoge in Prag.
Von den fünfzehn Kindern Ondříček wurden mehrere als Musiker – vor allem Geiger – und Musikpädagogen bekannt. Deren berühmtester war der Geiger und Komponist František Ondříček; zu nennen sind weiterhin die Geiger Emanuel und Stanislav Ondříček sowie die Violinlehrerinnen Marie und Augusta Ondříčková.

## Quelle
- Český hudební slovník osob a institucí - Ondříček, Jan
- Baker’s Biographical Dictionary of Musicians - Ondříček

| Personendaten    | Personendaten                                         |
| ---------------- | ----------------------------------------------------- |
| NAME             | Ondříček, Jan                                         |
| KURZBESCHREIBUNG | tschechischer Kapellmeister, Geiger und Musikpädagoge |
| GEBURTSDATUM     | 6. Mai 1832                                           |
| GEBURTSORT       | Běleč na Křivoklátsku                                 |
| STERBEDATUM      | 13. März 1900                                         |
| STERBEORT        | Prag                                                  |